# Lejos de Tu Amor
«Lejos de Tu Amor» (укр. «Далеко від твого кохання») — другий сингл колумбійської співачки Шакіри з альбому «Magia», випущений 3 квітня 1991 року лейблом Sony Music.

## Відеокліп
Шакіра, одягнена в чорне вбрання, танцює з чотирма чоловіками позаду. Чоловіки повторюють рухи співачки.